# آقا محسن (فیلم)
آقا محسن (ترکی استانبولی: Muhsin Bey) فیلمی در ژانر درام و کمدی به کارگردانی یاوز تورگل است که در سال ۱۹۸۷ منتشر شد. از بازیگران آن می‌توان به شنر شن و اوقور یوجل اشاره کرد.